# راينات الوهرانية
هي مغنية راي جزائرية من يهود الجزائر واسمها الحقيقي سلطانة داود ولدت في 1915 في تيارت غرب العاصمة الجزائرية وتوفيت في 17 نوفمبر 1998 في باريس.

## حياتها
عاشت لعائلة يهودية وتعلمت الغناء منذ صغرها وكانت تعتبر من رواد الغناء الأندلسي والبدوي الوهراني الجزائري وكانت تغني باللهجة الجزائرية غناءها ما عدا بعض التعويذات اليهودية العبرية وكانت شديدة الحب للجزائر التي غادرتها مكرهة إلى باريس أين توفيت وكانت تحن وتتمنى زيارة الجزائر

## روابط خارجية
- راينات الوهرانية على موقع ميوزك برينز (الإنجليزية)
- راينات الوهرانية على موقع ديسكوغز (الإنجليزية)